# Фурано (Хоккайдо)

43°20′31″ пн. ш. 142°23′0″ сх. д. / 43.34194° пн. ш. 142.38333° сх. д.
Фура́но (яп. 富良野市, ふらのし, МФА: [ɸuɾano ɕi̥]) — місто в Японії, в окрузі Камікава префектури Хоккайдо. Добре відоме в Японії як туристичний центр, воно славиться своїми лавандовими полями, телевізійною драмою «Kita no Kuni kara» та гірськолижним курортом Фурано, який останніми роками приймав чемпіонат світу зі сноубордингу. Станом на вересень 2016 року населення міста становило 22 715 осіб, а щільність населення - 38 осіб на км2 (98 осіб на кв. милю). Загальна площа міста становить 600,97 км2 (232,04 кв. миль). 

## Короткі відомості
Розташоване в центральній частині префектури, на півдні западини Фурано. Центр овочівництва та виноробства. На території міста розташований спеціальний експериментальний ліс Токійського університету. Станом на 1 жовтня 2008 року площа міста становила 600,97 км². Станом на 31 березня 2017 населення міста становило 22 423 осіб.